# アキ (お笑い芸人)
アキ（本名：荒木 良明〈あらき よしあき〉、1969年8月22日 - ）は、日本のお笑いタレント、喜劇俳優、ラッパーであり、お笑いコンビ・水玉れっぷう隊（2008年2月 - 2010年2月の期間はバイキング名義で活動）のメンバーであり、吉本新喜劇の座長。
大阪府岸和田市出身。吉本興業所属。身長174 cm、体重62 kg。

## エピソード・略歴
- 相方と時を同じくして上京。元スタントマンで、『水戸黄門』で由美かおるのスタントを担当したこともある[1]。特技は空手・ボクシング。
- ピンでも活動しており、『エンタの神様』にはピンで出演したことがある。また、第1回R-1ぐらんぷりのファイナリストでもある。
- 2014年5月1日より吉本新喜劇に入団[2]、大阪吉本所属となる。初舞台は7月22日。ピンでの入団だが、コンビでの活動と並行している[1]。
- 2015年11月15日なんばグランド花月にて、アキ自身の主演に加え、脚本や演出も担当した「第1回JOY! JOY! エンタメ新喜劇」を開催した。800席以上ある座席は発売から数日で完売し、発券された立見の当日券も瞬く間に完売した。内容は、ブレイクダンサーやバレエダンサーと新喜劇座員を見事に融合させたエキサイティング且つ爆笑できるエンターテイメント新喜劇である。第1回当日に発表された「第2回JOY! JOY! エンタメ新喜劇」（2016年2月21日開催）の限定前売り（本人の手売り、写真撮影可）には、なんばグランド花月史上において記録的な長蛇の列が出来た。
- 2023年3月21日、吉本新喜劇の座長に就任することが発表された[3]。

## 芸風
- 新喜劇入団後は辻本茂雄、内場勝則両座長回に多く出演している。辻本からは「安定感あるわー」と舞台上で評されたり、内場からはアキが得意なダンスを劇中に披露すると「何やねんこれー」とツッコまれる。また2015年下半期以降は重要なポジションの役を演じている。
- 2015年上半期まではオールバックにチョビヒゲを付け、黄色いスーツを着たお人好しの借金取りを演じることが多かったが、それ以降は加えて、女装キャラ「アキコ（アキ子）」、スパッツ男アキ助としての出演が多い。内場座長回では、霊媒師の弟子役などで出演したりもしていた。
- 声がかなり高く、時折、金切り声でけたたましくツッコミを入れる。
- 辻本や内場に「すいません!」と謝られると「いいーよぉ～」と許したり、肯定する。肯定した後には毒舌で続けてまくし立てる。ただし、謝られて許す対象は辻本や内場のみであり、辻本座長回では辻本以外の出演者が謝っても許さずに憤怒する。だが最近では辻本や内場以外の出演者に「すいません!」と謝られると「いいーよぉ～」と許している。内場の場合はアキが「いいーよぉ～」と許すと内場から「ちょっとややこしい人やなー」と言われる。
- 登場時にドアの外などから覗き込み、独特のアクセントで「何?」と言う。舞台回し役や前フリ役などに状況説明をさせ、それを納得したかのような素振りを見せた後、真顔で「何?」と繰り返す。
- 辻本のボケに対し、観客席やカメラに向けて目線を合わせつつ「ホンマやねぇ」と相槌を打つ。辻本と2人でポーズを取りながら言うことも多い。
- 突飛なことを言った後、「そういう時期でしょ?」とダメを押す。途中からは擬音を発した後に言ったり、辻本と2人で決めポーズをしながら言い放ち、最後は互いに深く一礼をして「そういう時期の儀式が終わった」と言い、舞台回しに「どんな儀式や!」とツッコまれる。
- 借金取りの役を演じる際は「きっちりと教えてやろやないかい!!!!」と言った後にマイケル・ジャクソンの音楽と共に踊り、キレのある動きを見せる。劇中終盤のダンスでは子分役などの座員らと集団でダンスを披露したり、テーブルの上に乗り、円広志の「夢想花」に乗せて神輿のように男性座員4人に担ぎ上げられたりする。いずれの際も音楽は辻本の携帯電話から発せられた着メロで、辻本が電話に出ることで音楽が止まり、ズッコケる。また、大抵の場合、辻本のアドリブによって、本来の止める（辻本が電話に出る）タイミングを過ぎてもそのまま音楽が流され続けたり、一度止まりながらも数秒経ってからまた再開されるなどして翻弄され、リハーサルの時以上に長時間担ぎ続けさせられた担ぎ手達は次第に疲弊の表情を露わにする。アキも段々と持ち方が不安定になってくる担ぎ手達に対し焦りながら「気ぃ抜いたらアカンて!」「もっとしっかり持って!」と悲鳴を飛ばしたり、若手座員に対しては胸ぐらなどを掴みつつ「危ないって言っとるやろが!」と檄を飛ばして観客の笑いを誘う。
- 松浦真也と共演する際は松浦がギターでマイケルジャクソンの曲を演奏し踊り出す。また西部劇風もBGMに合わせて紐で相手を捕獲する真似をするが紐を切られてしまい大袈裟に倒れる。
- 神輿のように担ぎ上げられた後、舞台上に貼り付けられたテープを差して「ここで止めるって言ったじゃない!何の印ですか!?」などと辻本に対して怒った後、担ぎ手役の座員が苦しそうだったと言い、「手首の弱い地域で生まれ育ったんやろね」と評する。
- 悪役としては借金取り以外にも、性格や行動に問題はあるが基本的にまっすぐな御曹司として登場することもあり、終盤で浅香あき恵や未知やすえなどの親類役から迷惑行為を一喝された後、見かねた周りから助け船を出されたり諭されたことで主人公たちと和解するなど劇中で登場する地上げ屋、詐欺師などと言った他の悪役に比べ改心する結末が多い。

## 主なキャラクター

### アキコ
- 辻本茂雄公演で、登場する女キャラクター。シゲオとアキコの回で、登場する。新喜劇総選挙1位の公演でも登場している。

座長となって以降は後述のアキ助のパターンをアキコに置き換えたパターンも公演されている。

### スパッツ男アキ助
- アキが座長となって以降、多く使用されるキャラクター。5歳から愛用してるという異常に伸縮性の高い黄色のTシャツを着て、後述する歯磨き粉やアメリカの菓子を彷彿とさせる派手な色味の縦ストライプ柄のスパッツを履いた謎の男。

基本的には全国を放浪しており、その土地で旅館などの商売を手伝いわずかな収入を得て次の土地へと向かうその途中のエピソードとして公演される。
登場する時は、「単三電池専門店」や「二酸化炭素専門学校」などと意味のわからない事を言う
ツッコミ役から「1つ質問していいですか?」と聞かれると、「質問は1つって決めんほうがいいと思う、質問してたら2つも3つも出てくるから、1つって決めてしまったら2つ目行くときに、「1つって言ってしまったのにな」って後悔してる人いっぱい見てきた」と返し、「腹立つな!」とツッコまれる。相手が質問しようとすると「質問、レッツゴー!」と返す。「あなたは、おっさんと、おばはんどっちですか?」と聞かれると、「はぁ？！何、その質問！おっさんやん!断トツのおっさんやん!」と言い返す。スパッツをはいている事を聞かれると、「おっさんも、スパッツはくやん!おっさんも、スパッツはくんや!」と言い返して、「スパッツ、裏切らへんやろ!」と話を進めていく。信濃岳夫がツッコミの時は信濃が両手で制すると、「僕で暖を取るな!」とツッコむ。
上の服を脱ぐ時は、「これ5歳の時からずっと、着てるから！」と言って、「なんでピンとこーへんねん？」と言い、服を脱ぐとツッコミ役と一緒に「ちっちゃ！」と叫ぶ
服を脱いだ後は、「私、可愛い」と言って、観客からも声を集めた後に「すごい遠慮した」という。
ツッコミ役がスパッツを伸ばしまくって、「歯磨き粉みたいになってるやん!」と言って、アキ助が、「なんで歯磨き粉みたいにするん?」と聞く。清水けんじの場合は、アメリカのお菓子と言う。その後にぶら下げられた状態になる。
- アキ助の怒り

登場人物が逃走犯や居直った詐欺の犯人などに刃物を突き付けられ窮地に陥るのを見て、犯人の卑劣さにアキ助が怒りを露にし、「アキ助が怒ったぞ！」と叫ぶと、コミカルなBGMと共に座員の着ぐるみによる謎の生物やそのシチュエーションではいないはずの人物等謎のキャラクターが登場。音楽に合わせて舞台を動き回り、時には客席へ拍手を促したりするが人質を救出することも犯人に反撃することもなく、そのまま袖に引っ込む。登場人物が唖然とした中でアキ助は何事も無かったかのように「人質を離せ！」と芝居を続けようとするため、犯人役が、「お前、あの〇〇（イカ、カッパ、相撲取り等）の説明せーよ！」とツッコミを入れるが、アキ助は「〇〇の説明書持ってない」、自分が召喚したわけではないので知らないと切り返し、謎のまま後述の「時が来た」へと進む。
　
登場する謎のキャラのパターンとしては、
・巨大イカ（主にカバが演じる）
・カッパ（主にのぶよしが演じる）
・力士（主にカバ、または肉襦袢を着用した他の座員）
・薄汚れたモンペ姿で赤ん坊の人形を背負った戦後のお母さん（ぢゃいこ）
・子泣き爺（多和田上人）
- 時が来た！

アキ助がスパッツで倒す演技。
アキ助が、「悪い奴らをやっつけましょう！風をください！」と言いながら、前の座席客から順番に手を挙げ下ろしさせるか、他の座員や客席に声援を求め、「アキ助頑張れー！」という声援で貯めたパワーをスパッツに込めて犯人に向けて振り回す。
これにより強風が起こったという設定で犯人の服が吹き飛び、男性犯人はブリーフ（を模した短パン様のズボン）一つに、犯人に五十嵐サキが居る場合は登場時に着ていたベージュ色のボディコンスーツ姿になる。これによって犯人役は「恥ずかしい〜！」と叫んで退場。アキ助が「スパッツは、裏切らへんで！」と決めポーズをする。主に犯人役は、もじゃ吉田と川畑泰史がやる。もじゃ吉田がツッコミ役の時は、別の座員がやる。

## 出演

### テレビ
- よしもと新喜劇（毎日放送）
- アメトーーク!（テレビ朝日）
- やりすぎコージー（テレビ東京）
- 人志松本のすべらない話（フジテレビ）
- サイボーグ魂（TBSテレビ、2002年10月 - 2003年3月）
- オレワン（フジテレビ、2010年1月5日）

### CM
- KIRIN「淡麗 」（2016年）
- じゃんぼ総本店　「高速飛行」篇　(2018年)

### インターネット配信
- PRIDEひかり道（casTY）

### 映画
- ヘアスタイル（2005年）